# Street Fighter III: New Generation
Street Fighter III: New Generation (ストリートファイターIII -NEW GENERATION) est un jeu de combat développé et édité par Capcom sur CP System III en février 1997,.
Ce titre, la toute première mouture du troisième opus, marque l'arrivée de nombreux changements et le début d'une nouvelle ère pour la franchise Street Fighter. Les graphismes ont été entièrement refaits, en 2D (alors que le premier opus de la série Street Fighter EX, tentative de Capcom de convertir la franchise en 3D polygonale, était sorti un an plus tôt) et dans un style moins « cartoon » que la série Street Fighter Alpha, et l'ensemble des personnages (à l'exception des légendaires Ryu et Ken) est renouvelé. L'animation des personnages est un des éléments les plus réussis du jeu.
Point notable du jeu : les sprites ne sont pas retournés lorsque le personnage change de direction : ils sont bel et bien des sprites distincts, ce qui permet aux détails des personnages de ne pas changer de bras ou de côté. Ainsi, le boss de fin, Gill, est représenté en ce sens en étant peint d'un côté en rouge, de l'autre en bleu ; ce qui illustre le processus. Chose étonnante cependant : ce processus ne fut jamais repris dans les opus ultérieurs de la franchise.

## Développement et sortie
Capcom annonce officiellement le 27 mars 1996 lors d'une réunion à Tokyo que Street Fighter III est en cours de développement. Le jeu est ensuite dévoilé pour la première fois lors du salon Japan Amusement Machinery Manufacturers Association en septembre 1996, où Capcom présente une cassette démo de quelques minutes,. Street Fighter III: New Generation utilise le système CP System III, deuxième jeu après Red Earth à exploiter le CPS-3. Le système permet notamment de réaliser des arrière-plans défilant verticalement et horizontalement, et les personnages disposent de 500 animations différentes chacun. Les couleurs affichées sont également quatre fois supérieures[Comment ?] à celles proposées sur l'ancien système, le CP System II.
Shinji Mikami déclare par ailleurs lors d'une interview donnée en 1996 qu'il serait impossible de convertir Street Fighter III sur les consoles de salon du marché de l'époque, à savoir la PlayStation de Sony, la Nintendo 64 et la Sega Saturn. La version arcade connaît une sortie mondiale le 4 février 1997, Capcom publie fin 1999 le jeu sur Dreamcast sous forme de compilation accompagné de Street Fighter III: 2nd Impact - Giant Attack. La version japonaise du jeu est intitulée Street Fighter III W Impact et publiée le 16 décembre 1999. Street Fighter III: New Generation fait également partie de la compilation Street Fighter 30th Anniversary Collection sortie en 2018 sur PlayStation 4, Xbox One, Nintendo Switch et sur Steam.

## Système de jeu
Le jeu adopte un nouveau système de contre (le parry) qui, en pressant avant (contre un coup haut) ou bas (contre un coup bas) permet d'absorber le coup adverse, voire d'interrompre le combo de l'adversaire pour riposter. Issue du jeu Samurai Showdown II, de l'entreprise concurrente SNK, cette fonction impose une précision à toute épreuve et complique les parades, mais augmente considérablement l'aspect stratégique des combats, ce qui fit soutenir Street Fighter III dans la sélection des jeux de combat les plus joués en tournoi compétitif, pour plus d'une décennie.
Il n'est plus possible (comparativement à Street Fighter Alpha) de bloquer en l'air après avoir sauté.
Le joueur est invité en début de match à choisir une furie parmi trois disponibles et ne pourra alors utiliser que celle-ci. Il est cependant possible, à l'instar de la série Street Fighter EX, d'annuler un coup spécial dans un super art.

## Liste des personnages

### Sélectionnables
- Ryu
- Ken Masters
- Sean Matsuda
- Yun
- Yang
- Necro
- Alex
- Elena
- Ibuki
- Dudley
- Oro
- Gill

### Non-Sélectionnables
- Gill
- Kolin
- Tom